# Tawfik Jelassi
Tawfik Jelassi ou Taoufik Jelassi (arabe : توفيق الجلاصي), né le 17 octobre 1957 à Monastir, est un universitaire et homme politique tunisien.
Depuis 2021, il est sous-directeur général de l'Unesco pour la communication et l'information.

## Biographie

### Formation
En 1978, il décroche son diplôme de technicien supérieur en informatique de gestion à l'Institut supérieur de gestion de Tunis. En 1980, il obtient une maîtrise en informatique appliquée à la gestion à l'université Paris-Dauphine, puis, l'année suivante, un DEA en informatique des organisations de la même université. De 1982 à 1984, il est assistant de recherche et chargé de cours en systèmes d'information à la Stern School of Business. L'année suivante, il obtient un PhD à l'université de New York.

### Carrière académique
Il devient en 1984 maître-assistant en systèmes d'information à la School of Business de l'université de l'Indiana à Bloomington, poste qu'il occupe jusqu'en 1988.
En 1989, il retourne en France où il devient maître de conférences et chef du département « management des technologies » à l'Institut européen d'administration des affaires à Fontainebleau. De 1994 à 1996, il est professeur en technologies de l'information et directeur du programme de maîtrise en administration des affaires (MBA) à l'Institut Théseus de Sophia Antipolis. De 1996 à 2000, il est le doyen des affaires académiques de l'École euro-arabe de management de Grenade. En septembre 2000, il devient professeur en technologies de l'information et e-business ainsi que doyen des programmes MBA à l'École nationale des ponts et chaussées. En 2004, il est membre du conseil d'administration du Collège des hautes études européennes à la Sorbonne. De 2008 à 2013, il devient membre du conseil de surveillance de l'Institut franco-chinois pour l'ingénierie et le management à Shanghai.

### Unesco
En avril 2021, il rejoint la direction de l'Unesco en tant que sous-directeur général pour la communication et l'information, secteur qui couvre la transformation numérique, l'innovation numérique, la société de la connaissance, la liberté d'expression et le rôle des technologies de l'information et de la communication dans l'avenir de l'éducation.

### Monde des affaires
Le 20 février 2011, le conseil d'administration de Tunisiana (actuel Ooredoo Tunisie) le nomme comme président. En juillet 2013, il devient membre du conseil d'administration de la Banque nationale agricole.

### Ministre
Le 29 janvier 2014, il est nommé ministre de l'Enseignement supérieur, de la Recherche scientifique et des Technologies de l'Information et des Communications dans le gouvernement Jomaa.

### Distinctions
Il est décoré de l'Ordre national du mérite dans le domaine de l'éducation et des sciences, ainsi que d'une quinzaine de distinctions honorifiques internationales. En 1990 et en 2010, il est professeur invité à la Harvard Business School et, de 2004 à 2006, professeur honorifique de l'Institut indien de technologie de Delhi.

### Vie privée
Il est marié et père de trois enfants.